# Отеген
Отеге́н (каз. Өтеген) — село у складі Кордайського району Жамбильської області Казахстану. Входить до складу Карасуський сільського округу.
У радянські часи село називалося Кенес.
Населення — 1176 осіб (2021; 1220 у 2009, 1156 у 1999, 1239 у 1989).